# Carlos Zambrano (Fußballspieler)
Carlos Augusto Zambrano Ochandarte (* 10. Juli 1989 in Callao) ist ein peruanischer Fußballspieler. Der Innenverteidiger steht bei Alianza Lima unter Vertrag und ist Nationalspieler.

## Vereinskarriere
Zambrano begann seine Karriere bei Academia Cantolao, wo er von 2000 bis 2006 spielte. Danach wechselte er im Alter von 16 Jahren zum FC Schalke 04, für den er in der A-Jugend spielte und Kapitän war. Schalke hatte ihn vorher bei der U17-Weltmeisterschaft entdeckt. In der Jugend erzielte er viele Tore. Ab der Saison 2008/09 gehörte er zum Profikader und spielte insgesamt 16-mal für die Gelsenkirchener.
Zur Saison 2010/11 wurde er für zwei Jahre an den FC St. Pauli ausgeliehen, außerdem erhielt St. Pauli eine Kaufoption. Beim FC St. Pauli, der als Aufsteiger in die Spielzeit 2010/11 ging, war Zambrano der einzige nicht für den DFB spielberechtigte Ausländer im Kader. Nach dem direkten Abstieg des FC St. Pauli in die 2. Bundesliga wollte er den Verein verlassen; ein Wechsel zur TSG 1899 Hoffenheim platzte jedoch. Im März 2011 erlitt Zambrano einen Sehnenabriss am Hüftbeuger, der im Juni erneut aufbrach und ihn erneut für längere Zeit außer Gefecht setzte.
Am 1. April 2012 nutzte der FC St. Pauli die im Leihvertrag festgeschriebene Kaufoption fristgerecht. Der Kontrakt galt sowohl für die 1. als auch die 2. Bundesliga. Über die Transfermodalitäten vereinbarten die Vereine Stillschweigen.
Zur Saison 2012/13 wechselte Zambrano zu Eintracht Frankfurt. Hier etablierte er sich als Stammspieler in der Innenverteidigung neben Bamba Anderson. Am 30. Juni 2015 lief der Dreijahresvertrag aus. Daraufhin wurde Mitte Juli ein vorübergehender Einjahresvertrag bis zum 30. Juni 2016 unterschrieben, der es Zambrano ermöglichte, noch in der Sommer-Transferperiode 2015 gegen eine Ablösesumme von 1,5 Millionen Euro den Verein zu wechseln. An dem darauffolgenden Transfer war die Schweizer Sportagentur „Speed“ mit 40 % der Verkaufsrechte beteiligt.
Zur Spielzeit 2016/17 wechselte Zambrano zum russischen Erstligisten Rubin Kasan. Für die Saison 2017/18 wurde Zambrano an den griechischen Erstligisten PAOK Thessaloniki ausgeliehen.
Im Januar 2018 wechselte er zum ukrainischen Erstligisten Dynamo Kiew. Dort blieb Zambrano ohne Pflichtspieleinsatz und wurde für die Saison 2018/19 an den FC Basel verliehen, für dessen erste Mannschaft er neun Pflichtspieleinsätze absolvierte. Auch nach seiner Rückkehr verbesserte sich seine Situation in Kiew nicht, so dass Zambrano Ende Januar 2020 zu Boca Juniors nach Argentinien wechselte.

## Nationalmannschaft
2005 nahm Zambrano mit der peruanischen U17-Auswahl an der U17-Weltmeisterschaft im eigenen Land teil und stand beim Vorrundenaus in allen drei Partien in der Startaufstellung. Am 26. März 2008 absolvierte Zambrano sein erstes Spiel mit der peruanischen A-Nationalmannschaft. Bei einem Freundschaftsspiel gegen Costa Rica stand er in der Startaufstellung und schoss ein Tor. Im weiteren Verlauf des Jahres brachte er es auf weitere drei Einsätze in der WM-Qualifikation. Sein erster Pflichtspieltreffer gelang ihm am 11. September 2012 beim 1:1 im WM-Qualifikationsspiel gegen Argentinien.